# Pinukpuk
Pinukpuk è una municipalità di seconda classe delle Filippine, situata nella Provincia di Kalinga, nella Regione Amministrativa Cordillera.
Pinukpuk è formata da 23 baranggay:
- Aciga
- Allaguia
- Ammacian
- Apatan
- Asibanglan
- Ba-ay
- Ballayangon
- Bayao
- Camalog
- Cawagayan
- Dugpa
- Katabbogan

- Limos
- Magaogao
- Malagnat
- Mapaco
- Pakawit
- Pinococ
- Pinukpuk Junction
- Socbot
- Taga (Pob.)
- Taggay
- Wagud